# Polypedilum tusimageheum
Polypedilum tusimageheum är en tvåvingeart som beskrevs av Sasa och Suzuki 1999. Polypedilum tusimageheum ingår i släktet Polypedilum och familjen fjädermyggor. Inga underarter finns listade i Catalogue of Life.